# Espoon keskus
Le Centre d'Espoo (finnois : Espoon keskus, suédois : Esbo centrum) est le quartier central de la ville d'Espoo en Finlande. 
L'Espoon keskus fait administrativement partie du district de Vanha-Espoo mais fait partie de  Kanta-Espoo  pour les statistiques. 

## Description
Même si Espoon keskus est approximativement le centre géographique d'Espoo.
Le centre commercial d'Espoon keskus est une entité formée par les centres commerciaux Espoontori et Entresse à côté de la gare d'Espoo.
La Cathédrale d'Espoo est située à Espoon keskus.

## Galerie

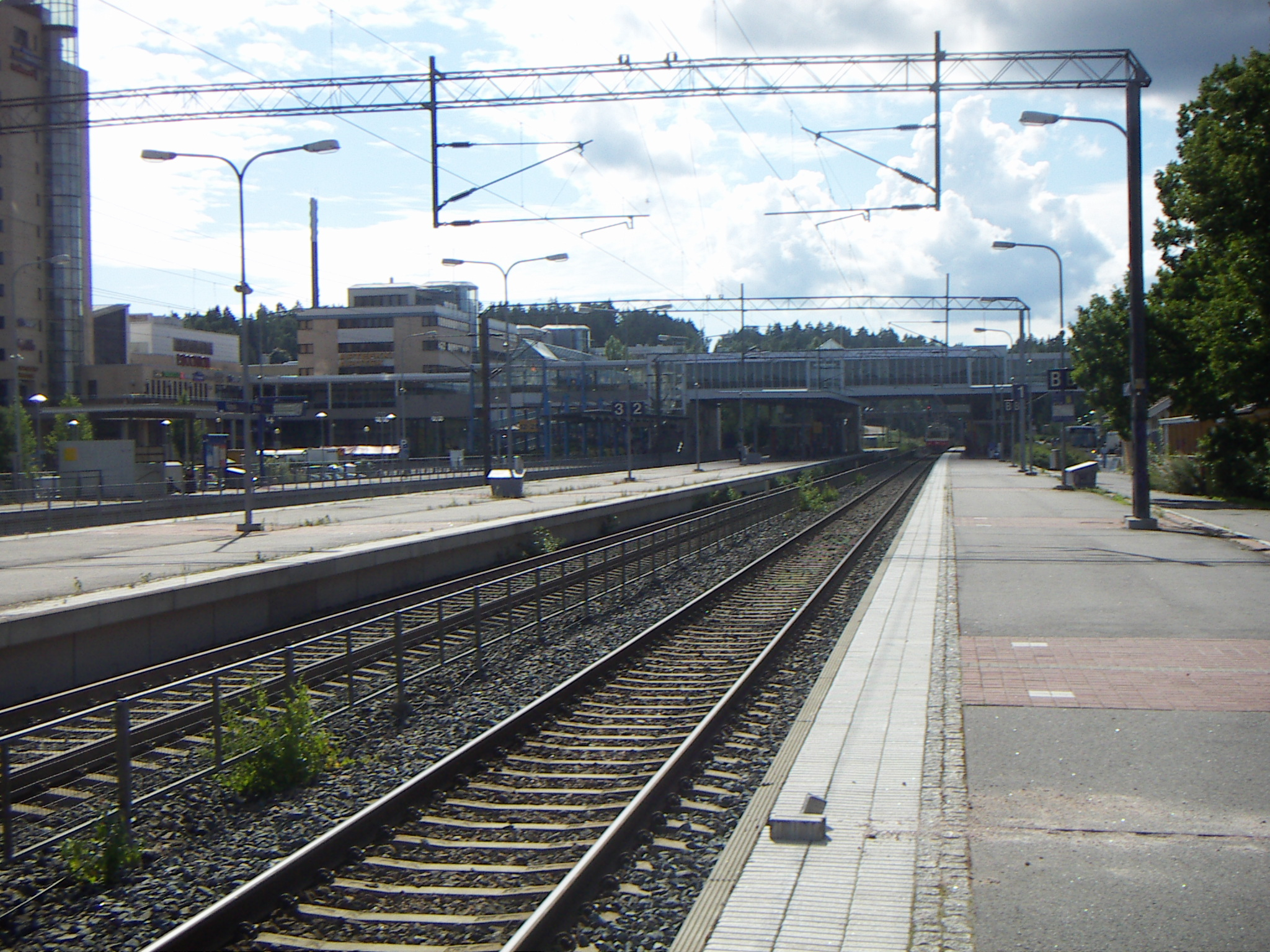
Gare d'Espoo
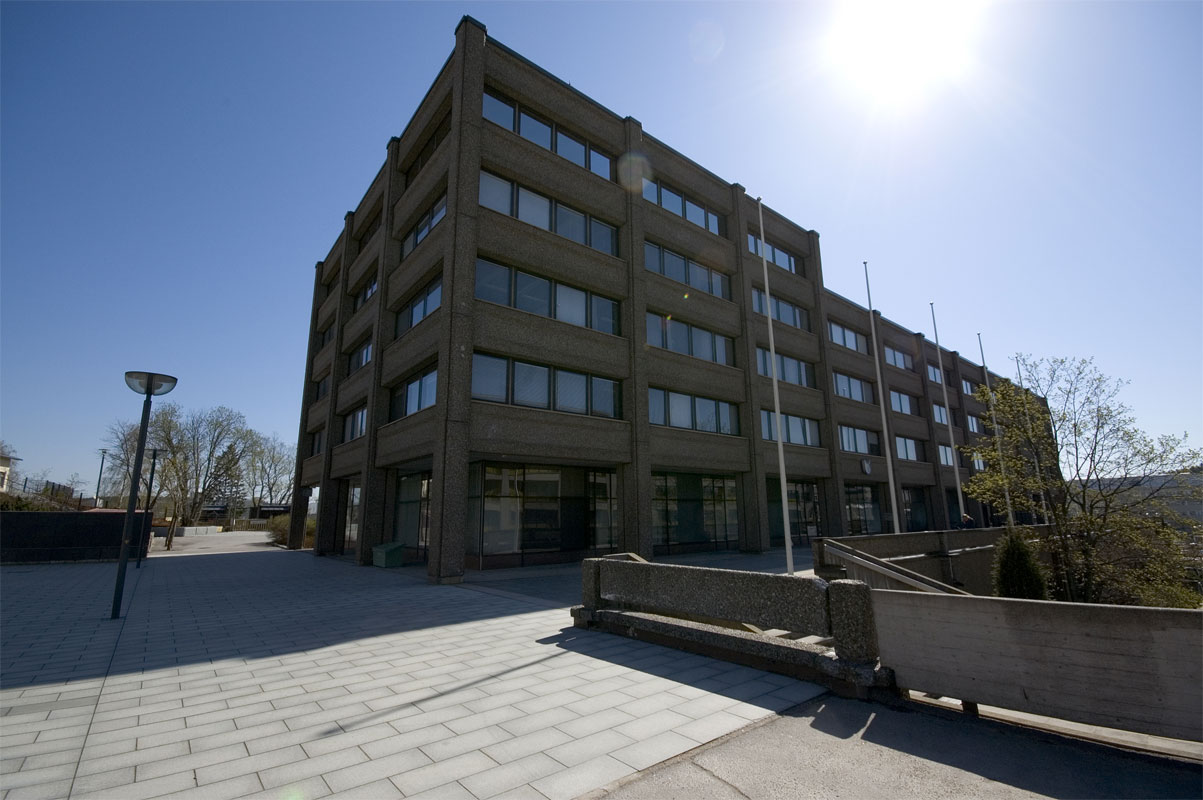
La mairie d'Espoo.
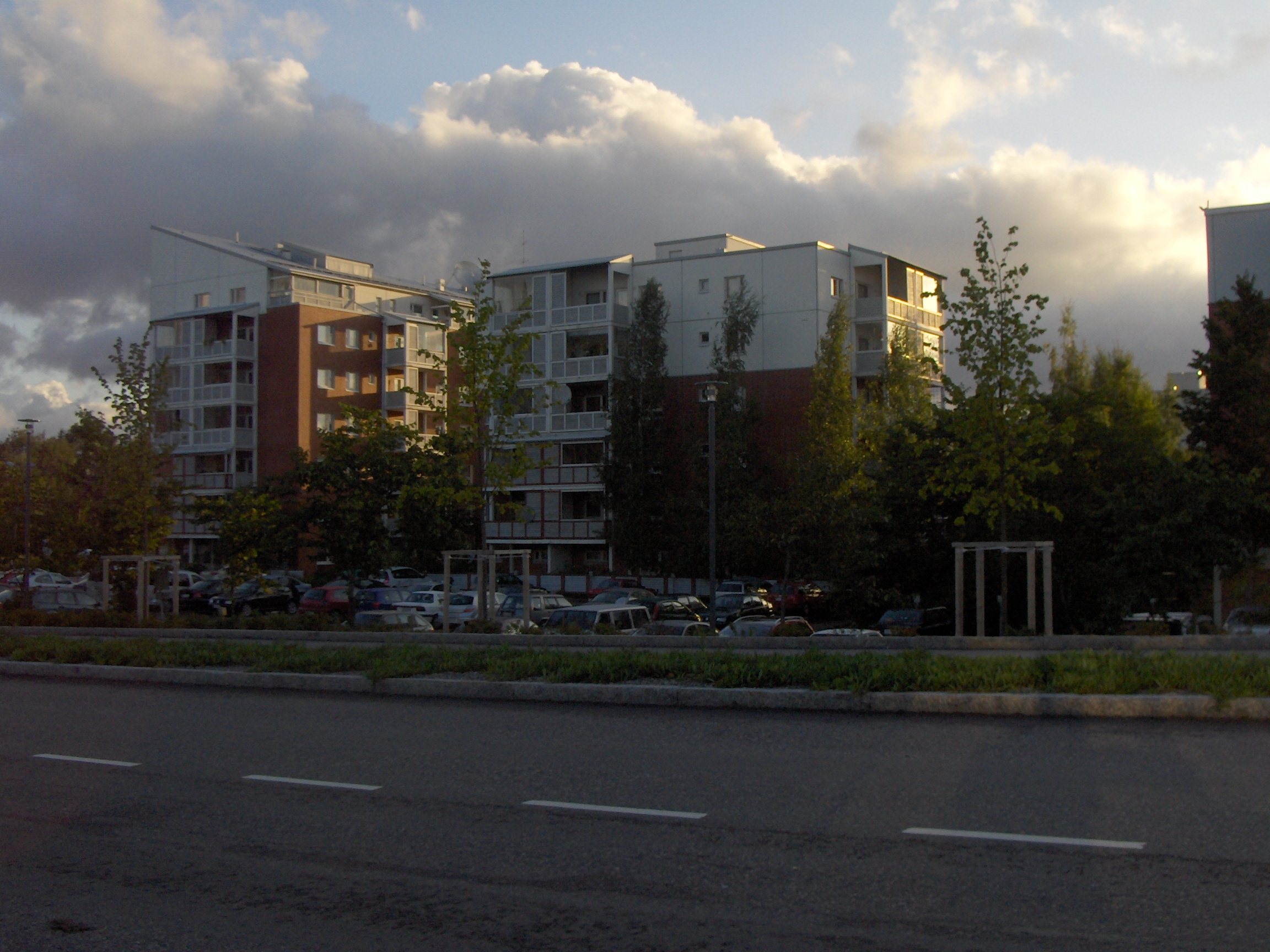
Bâtiments de Kirkkojärvi.
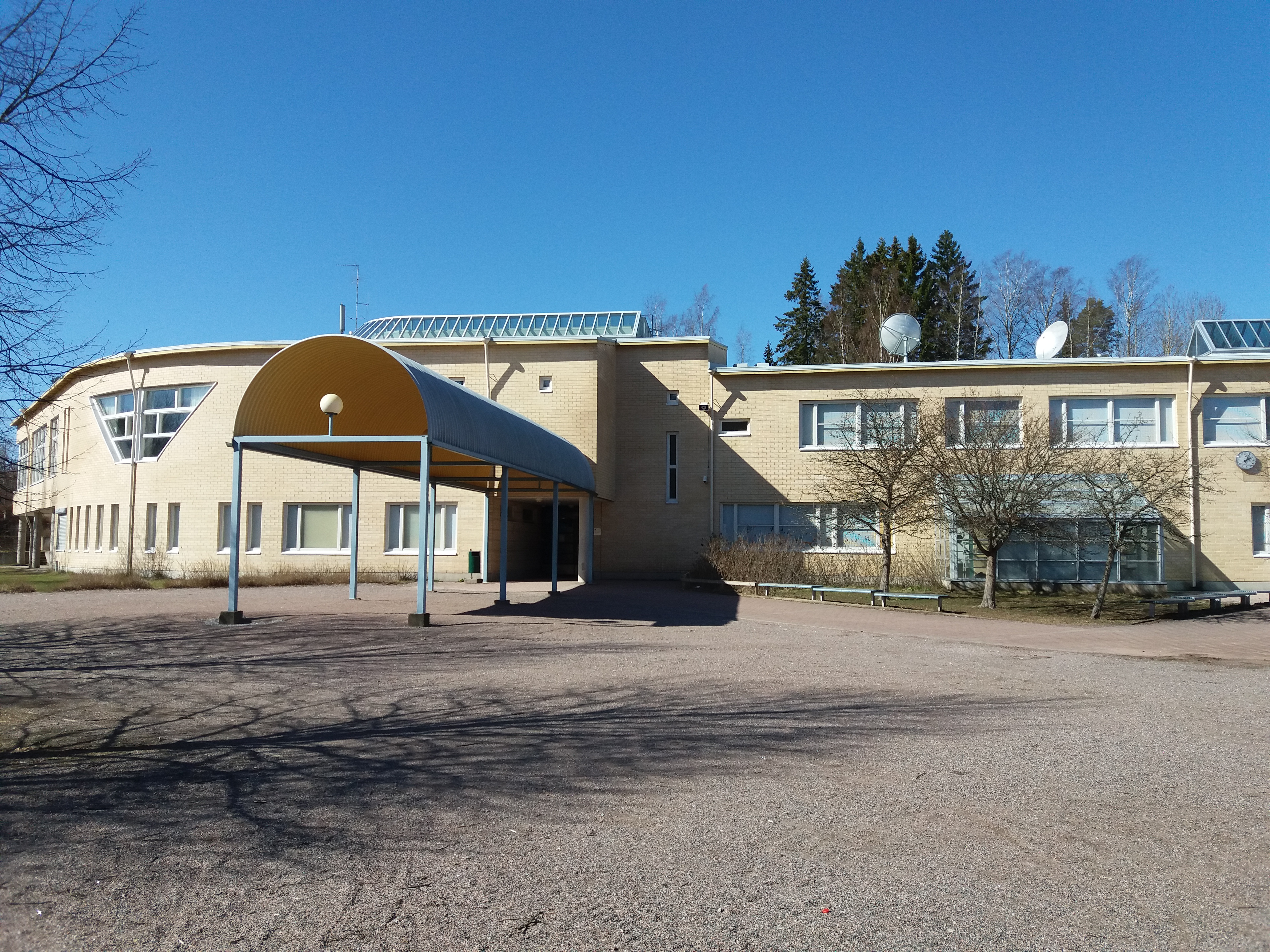
Ecole de Saarnilaakso.
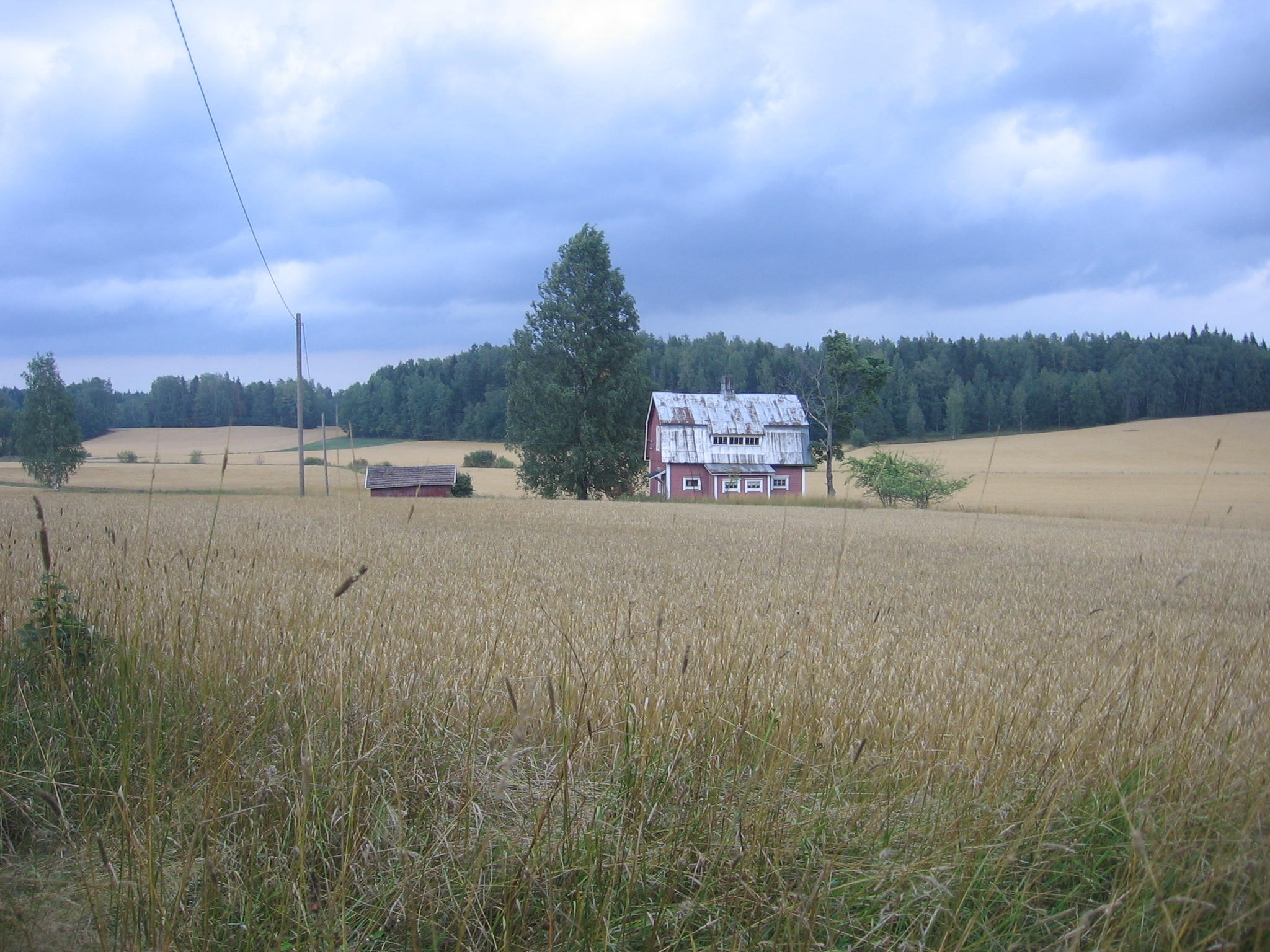
Champs de Söderskog.